# Apospasta nyei
Apospasta nyei là một loài bướm đêm trong họ Noctuidae.